# Lima Vieja, Mexiko
Lima Vieja är en ort i Mexiko.   Den ligger i kommunen Castillo de Teayo och delstaten Veracruz, i den sydöstra delen av landet, 220 km nordost om huvudstaden Mexico City. Lima Vieja ligger 60 meter över havet och antalet invånare är 560.
Terrängen runt Lima Vieja är huvudsakligen platt, men söderut är den kuperad. Runt Lima Vieja är det ganska tätbefolkat, med 166 invånare per kvadratkilometer. Närmaste större samhälle är Álamo, 14,5 km norr om Lima Vieja. Trakten runt Lima Vieja består till största delen av jordbruksmark.